# Мадона дела Гвардија (Долина Аосте)
Мадона дела Гвардија је насеље у Италији у округу Долина Аосте, региону Долина Аосте.
Према процени из 2011. у насељу је живело 17 становника. Насеље се налази на надморској висини од 711 м.